# Ганс-Георг Фішер
Ганс-Георг Фішер (Hans-Georg Fischer; 3 лютого 1908, Росток — ?) — німецький офіцер-підводник, фрегаттен-капітан крігсмаріне.

## Біографія
1 квітня 1926 року вступив на флот. З 5 грудня 1940 року — командир підводного човна U-109, на якому здійснив 1 похід (6-29 травня 1941). 20 травня потопив британський торговий пароплав Harpagus з конвою HX-126, який перевозив 8250 тонн зерна; 58 з 98 членів екіпажу загинули. Після повернення з походу Карл Деніц визнав Фішера непридатним для командування човном і 4 червня той був знятий з посади. З червня 1941 року служив на важкому крейсері «Адмірал Шеер». З січня 1943 року — 1-й офіцер навчального корабля «Ганза», потім служив в штабі командувача-адмірала на Північному морі.

## Звання
- Кандидат в офіцери (1 квітня 1926)
- Морський кадет (26 жовтня 1926)
- Фенріх-цур-зее (1 квітня 1928)
- Оберфенріх-цур-зее (1 червня 1930)
- Лейтенант-цур-зее (1 жовтня 1930)
- Оберлейтенант-цур-зее (1 квітня 1933)
- Капітан-лейтенант (1 квітня 1936)
- Корветтен-капітан (1 квітня 1941)
- Фрегаттен-капітан (1 січня 1945)

## Нагороди
- Медаль «За вислугу років у Вермахті» 4-го і 3-го класу (12 років)
- Нагрудний знак підводника (30 травня 1941)